# Vanessa myrinna
Espèce
Vanessa myrinna est une espèce sud-américaine de lépidoptères de la famille des Nymphalidae et de la sous-famille des Nymphalinae.

## Systématique
L'espèce Vanessa myrinna a été décrite par l'entomologiste britannique Edward Doubleday en 1849, sous le nom initial de Pyrameis myrinna.

## Description
L'imago de Vanessa myrinna est un papillon moyen à grand, au dessus de couleur marron et rose orangé dans la partie basale des ailes antérieures et la totalité des postérieures. L'apex des antérieures est ornées de petites taches blanches, et les postérieures ont une double ligne marginale marron, doublée d'une bande elle aussi marron noir et une marque bleue anale.
Le revers est ocre terne rayé d'ocre clair, avec aux antérieures une partie basale rose.

## Distribution
Vanessa myrinna est présente en Amérique du Sud, en deux isolats : l'un au Brésil, l'autre dans le sud de l'Équateur, en Colombie et au Pérou.

### Protection
Pas de statut de protection particulier.[réf. nécessaire]